# Huis Corsselaar

Familiewapen Corsselaar

Wapen Corsselaar van Wittem

Het huis Corsselaar is ontstaan uit een bastaardzoon van Jan II,  hertog van Brabant en Limburg (1275-1312) en diens maîtresse Catharina Corsselaar. 
De heerlijkheid IJse behoorde aan de heren van IJse uit het geslacht Isque (IJse). Zij waren vazallen van de hertog van Brabant. Het geslacht Isque stierf uit in de mannelijke lijn en de laatste erfgename, Maria d'Oisy, verkocht de heerlijkheid in 1335 aan Jan I van Wittem.
De heerlijkheid Wittem, dat de hertogen van Brabant in de eerste helft van de veertiende eeuw verwierven, kwam in 1344 in het bezit (door koop) van Johan I Corsselaar, die dan ook bekend werd als Jan I van Wittem. Door zijn huwelijk met Amalberga van Duivenvoorde-Wassenaer kwam ook de heerlijkheid Boutersem in zijn bezit. In 1395 deelde deze dynastie zich in een tak te Wittem en een in Boutersem. 
Johans achterkleinzoon, Hendrik II van Wittem, bewoonde het Kasteel Boutersem. Diens zoon Hendrik III van Wittem (1440-1515) bouwde het Kasteel van IJse nadat het dorp Overijse in 1489 was platgebrand.
Het Kasteel Wittem dat rond 1100 gebouwd is, werd in de Tachtigjarige Oorlog veroverd door Willem van Oranje. Het is thans in gebruik als kasteelhotel met restaurant. Ten noordwesten van Wittem ligt het Kasteel Cartils. Dit kasteel werd in de vroege middeleeuwen vermeld als de kleinste rijksheerlijkheid in deze streek. Gedeelten van dat kasteel zijn vijftiende- en zestiende-eeuws. Het Kasteel Cartils bleef tot 1776 in het bezit van de ridders Hoen de Cartils, uit het huis Hoensbroek, die door huwelijk verbonden waren met de Corsselaars. Zo trouwde Catharina Hoen op 20 januari 1363 met Johan II Corsselaar.

## Genealogie
1. Johan I Corsselaar ook bekend als Jan van Wittem, heer van Wittem (1310-1371) was een bastaardzoon van Johan II, hertog van Brabant en Limburg, graaf van Leuven, markgraaf van Antwerpen en heer van Mechelen (1275-1312) en diens maîtresse Catharina Corsselaar. Hij trouwde (1) met Catharina van Holslit (1315-1345). Uit zijn huwelijk werd geboren:
- Johan II Corsselaar, heer van Wittem en IJse (1340-1405) (I.1.)

Hij trouwde (2) met Amalberga van Duivenvoorde-Wassenaar vrouwe van Boutershem. Zij was een bastaarddochter van Willem van Duivenvoorde-Wassenaar heer van Boutershem (1290-12 augustus 1353). Uit zijn tweede huwelijk zijn geen kinderen bekend.

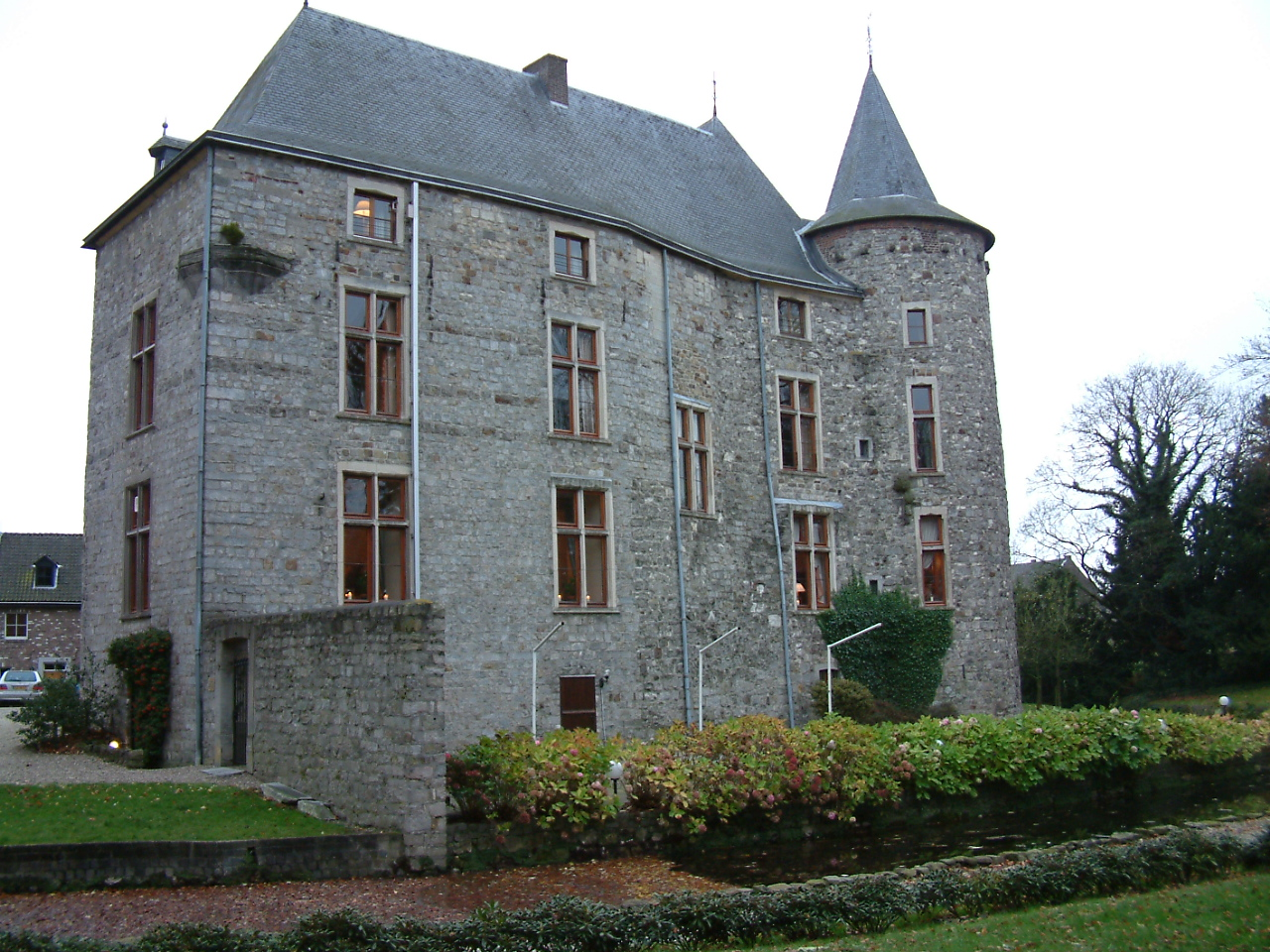
Kasteel Wittem

### Eerste generatie
I.1. Johan II Corsselaar, heer van Wittem, Beersel en IJse (1340-1405). Hij trouwde (1) op 20 januari 1363 met Catharina Hoen een dochter van Nicolaas I (Claes) Hoen ridder Hoen en diens vrouw uit 2e huwelijk Agnes Sac van Wijck (1310-1356). Uit zijn huwelijk werd geboren:
- Johan III Corsselaar, heer van Witthem (1365-1443) (II.1.)

Na het overlijden van Catharina trouwde Johan (2) in 1370 met Maria van Stalle, vrouwe van Beersel, Sint-Lambrechts-Woluwe, Ruisbroek, Gellebeck en Hellebeek. Zij was de dochter van Hendrik van Stalle, heer van Stalle te Zittert en West-Ukkel en Maria Estoer. Uit zijn huwelijk werd geboren:
- Hendrik I Corsselaar, heer van Beersel 1405-1444 en van Wittem 1443-1444 (1375-1444) (II.2.)

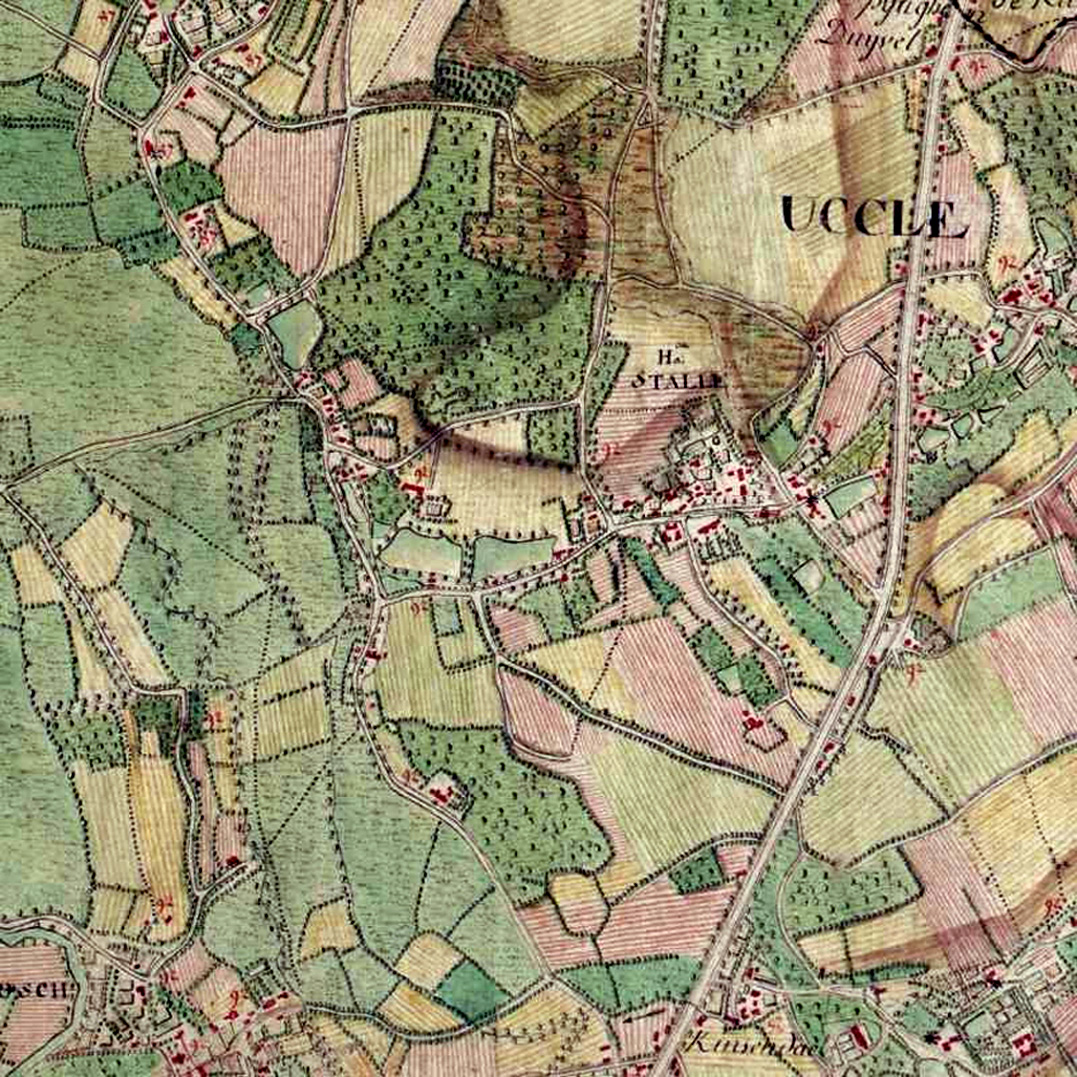
Stalle en Ukkel

### Tweede generatie
II.1. Johan III Corsselaar, heer van Wittem (1365 - Maastricht, 26 mei 1443). Hij trouwde in 1425 met Margaretha van Pallandt (1405-1465) de dochter van Werner II van Pallandt, heer van Pallandt, Kinzweiler, Breitenbend, Bachen en Frechen (1375-1456) en Alvarade van Engelsdorf, vrouwe van Reuland en Wildenburg (1380-1430) De heerlijkheid Witthem vererft na zijn overlijden naar zijn halfbroer Hendrik I Corsselaar, heer van Wittem en van Beersel (1375-1444) Uit dit huwelijk is geboren:
- Maria Corsselaar van Wittem (1425-1497) (III.1.)

Familiewapen van Pallandt
Familiewapen van Pallandt
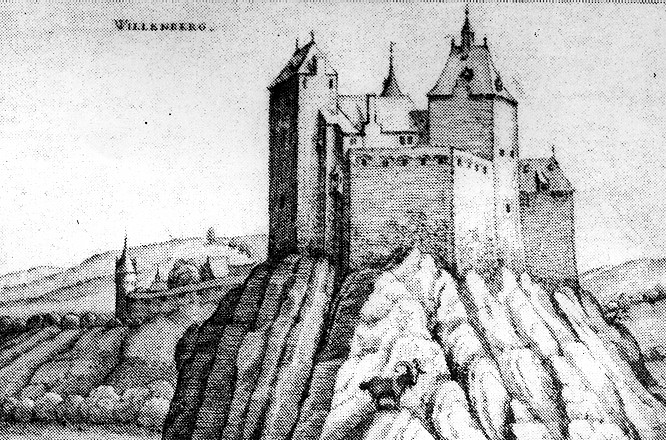
Wildeburg (1618)
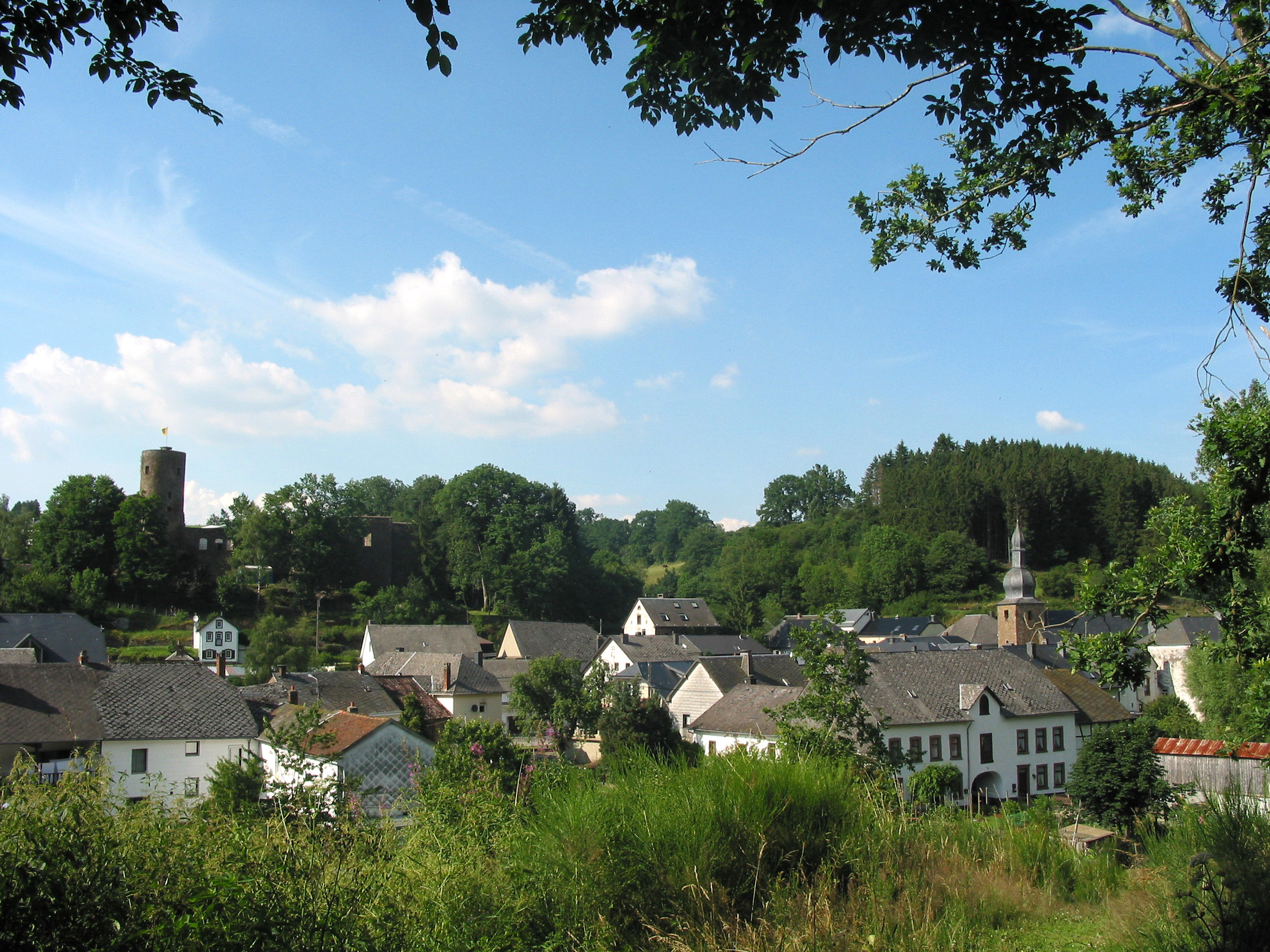
Uitzicht over Reuland met op de achtergrond de Burcht.

II.2. Hendrik I Corsselaar, heer van Beersel van Wittem (1375-1444) trouwde in 1406 met Margaretha van Edingen, vrouwe van Eigenbrakel’ (-1444) de dochter van Jacob van Edingen, heer van Havré (1350-1427) en Maria van Pierrepont (1355-1416). Uit zijn huwelijk werd geboren: 
- Hendrik II Corsselaar van Wittem, heer van Beersel, Eigenbrakel, Ruisbroek, IJse en Plancenoit (1410-1456) (III.2.)

Familiewapen Hendrik van Witthem
Wapen gem. Beersel
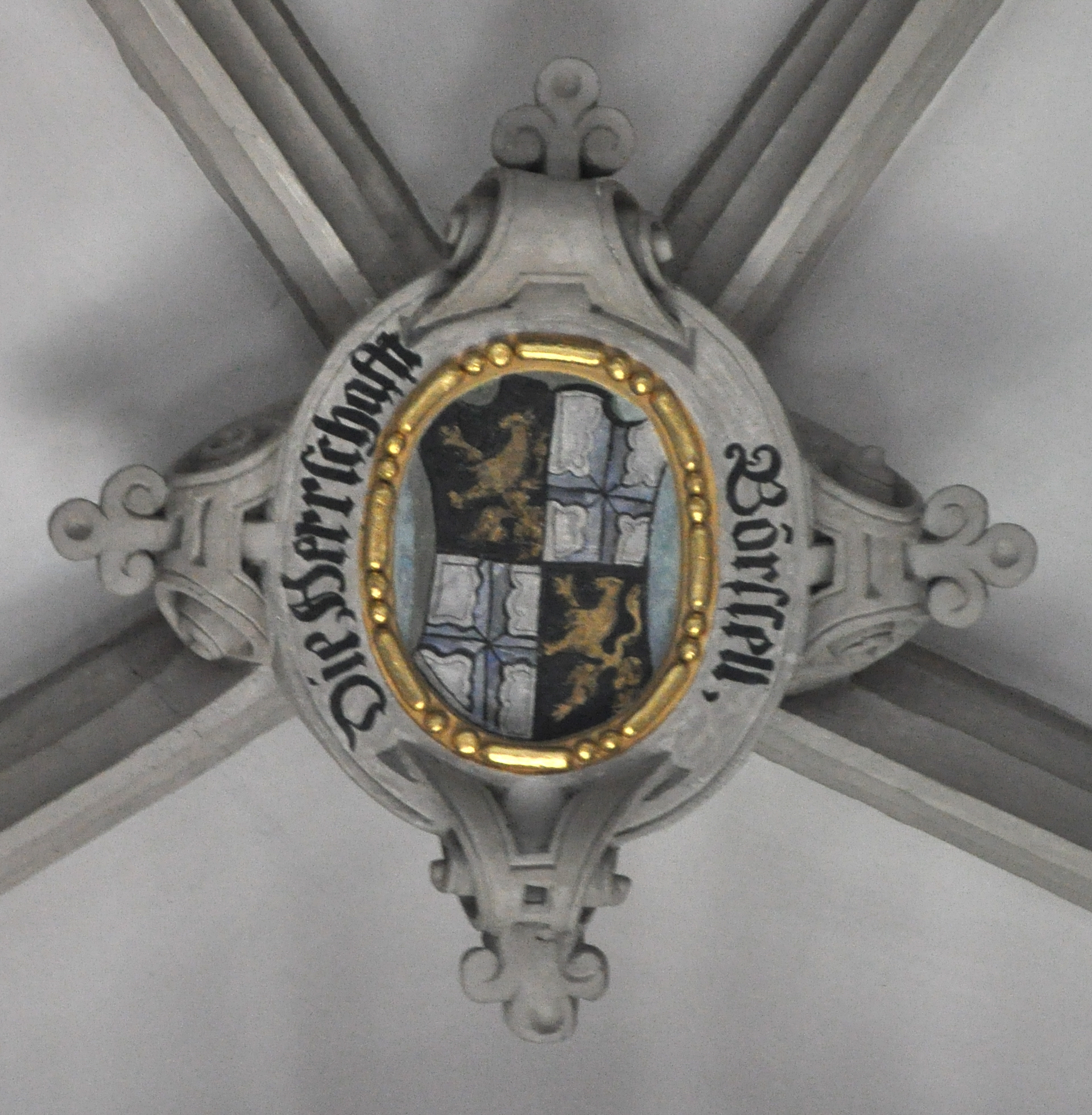
Kloosterkerk St. Luzen in Hechingen

### Derde generatie
III.1. Maria Corsselaar van Wittem (1425-1497). Zij trouwde ca. 1448 met Daniël IV van Horne, heer van Aldengoor, (1410-)  de zoon van Arnold van Horne, heer van Aldengoor (1365-) en Catharina van Weijer. 

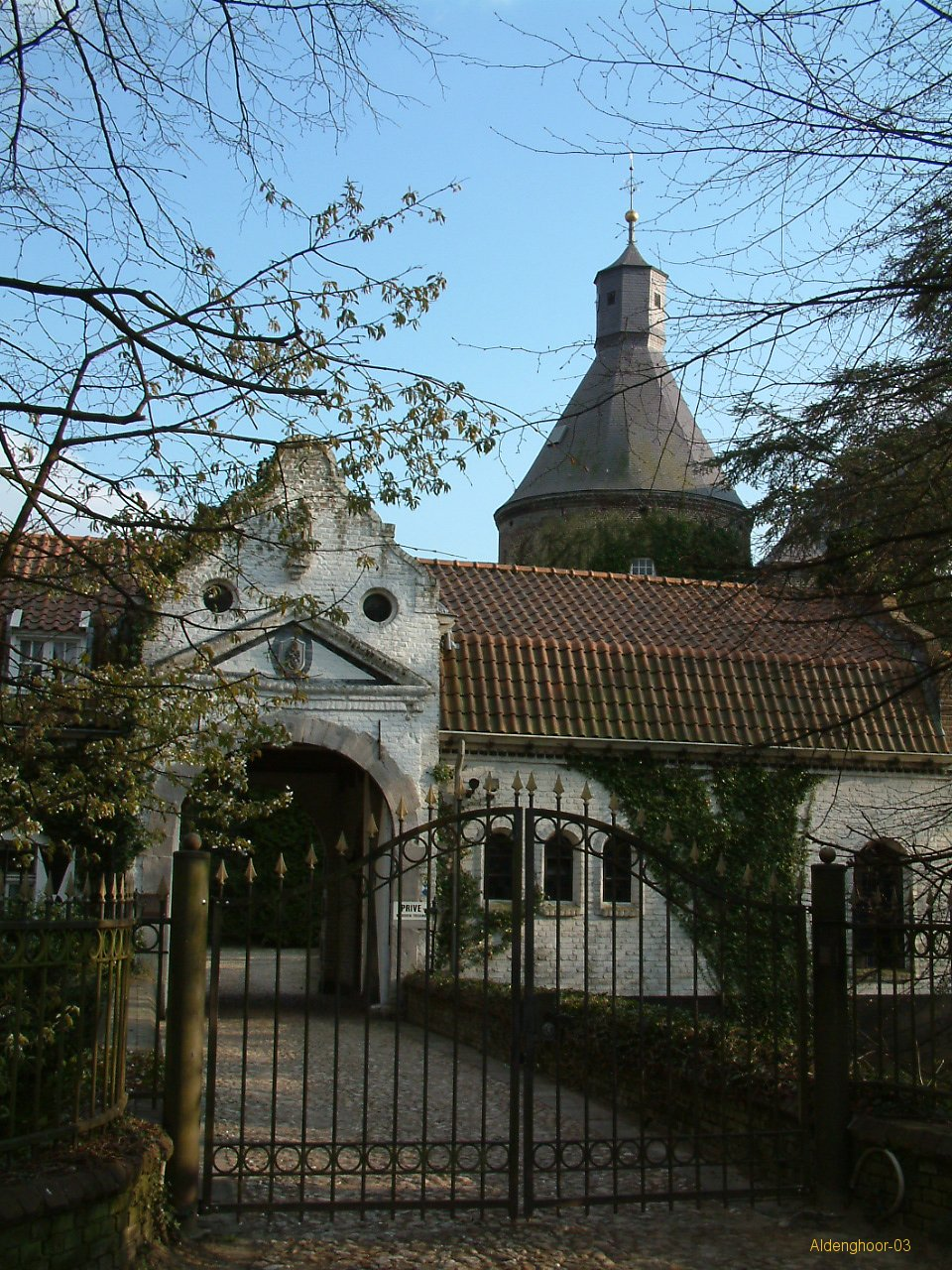
Kasteel Aldenghoor (2008)

III.2. Hendrik II Corsselaar van Wittem, heer van Beersel, Eigenbrakel, Ruisbroek, IJse en Plancenoit (1410-1456) trouwde in 1438 met Jacqueline van Glymes (1420-1462). Zij was de dochter van Johan I van Glymes, heer van Glymes en Bergen Op Zoom (1380-1427) en Johanna van Boutersem, vrouwe van Bergen op Zoom, Bracht, Melen en Evere (1390-1430). Uit zijn huwelijk werd geboren:
- Hendrik III Corsselaar van Wittem, heer van Beersel, Eigenbrakel, Ruisbroek, IJse en Plancenoit, baron van Boutersem (1440-1515) (IV.1.)
- Gasparina Corsselaar van Wittem (1450-) (IV.2.)

Wapen Hendrik II Corsselaar van Wittem
Wapen Jan van Glymes (1529-1567)

### Vierde generatie
IV.1. Hendrik III Corsselaar van Wittem, heer van Beersel, Eigenbrakel, Ruisbroek, IJse en Plancenoit, baron van Boutersem (1440-1515) trouwde op 27 januari 1470 met Elisabeth van der Spout, vrouwe van Eerken (1450 - 10 juni 1503). Uit zijn huwelijk werd geboren:
- Philips Corsselaar van Witthem, heer van Beersel, Eigenbrakel, Neerijse en Eerken, baron van Boutersem (1471-1523) (V.1.)
- Isabeau Corsselaar van Wittem, vrouwe van Beersel en Petit-Rœulx (1473-1508) (V.2.)

IV.2. Gasparina Corsselaar van Wittem (1450-) trouwde in 1470 met Philips van Hinckaert, graaf van Tervuren en Duisburg (1452-1473). Hij was een zoon van Johan van Hinckaert en Gertrude van Huldenberg. 

Wapen Jan van Hinckaert

### Vijfde generatie
V.1. Philips Corsselaar van Witthem, heer van Beersel, Eigenbrakel, Neerijse en Eerken, baron van Boutersem (1471 - Eigenbrakel, 1523) trouwde in 1491 met Johanna van Halewijn (1470-1521) de dochter van Johan II van Halewijn, heer van Halewijn, Lauwe, Vellegem en Roncq en graaf van Roeselare (1435-1473) en Johanna van La Clyte, vrouwe van Komen en gravin van Nieuwpoort (1440-1512). Uit zijn huwelijk werd geboren:
- Hendrik IV Corsselaar van Wittem, heer van Beersel en baron van Boutersem (-1554) (VI.1.)
- Johanna I Corsselaar van Wittem (1495-1544) (VI.2.)
- George Corsselaar van Wittem, heer van Eerken en IJse/Neerijse (1500-1545) (VI.3.)

V.2. Isabeau Corsselaar van Witthem, vrouwe van Beersel en Petit-Rœulx (1473-1508) trouwde in 1487 met Bernhard II van Orlay, heer vanLa Buchère, Messenburgh, Seneffe, Rameru, La Folie en Tubeke (1465-1505). Hij was een zoon van Bernhard I van Orlay, heer van La Buchère, Messenburgh, Seneste, Rameru, La Folie en Tubeke (1415-1492) en Frances van Argenteau, vrouwe van Rameru, Tubeke, La Folie, Romeries en Suef (1430-)

### Zesde generatie
VI.1. Hendrik IV Corsselaar van Wittem, heer van Beersel en baron van Boutersem, overleden op 6 augustus 1554. Hij trouwde op 24 februari 1523 met Johanna van Lannoy, vrouwe van Zeebrugge, geboren in 1490. Zij was de dochter van Philips van Lannoy, heer van Sint-Renelde en Rollaincourt, gouverneur van Doornik (1467-1535) en Bonne van Lannoy (1465-1543). Uit zijn huwelijk werd geboren:
- Maximiliaan Corsselaar van Wittem, graaf van Zeebrugge (-1558) (VII.1.)

VI.2. Johanna I Corsselaar van Wittem (1495 - 19 augustus 1544) trouwde (1) in 1515 met Eitel Frederik III, graaf van Hohenzollern-Hechingen (1494-1525). Hij was de zoon van Eitel Frederik II, graaf van Hohenzollern en Hohenzollern-Haigerloch (1452-1512) en Magdalena van Brandenburg-Altmark (1460-1496).
VI.3. George Corsselaar van Wittem, heer van Isques, Eerken en IJse / Neerijse (1500-1545) trouwde met Johanna van Jauche de Mastaing (-1545). Zij was de dochter van Anthonie van Geten, graaf van Lierde, heer van Mastaing, Hérimez, Brugelette en Bolignies (-1535) en Josine van Vlaanderen, vrouwe van Drinckam, Hievse en Thaloushof (-1535). Uit zijn huwelijk werd geboren:
- Anthonie Corsselaar van Wittem, heer van Eerken en IJse / Neerijse  (1530-1590) (VII.2.)
- Johanna II Corsselaar van Wittem (1530-) (VII.3.)

### Zevende generatie
VII.1. Maximiliaan Corsselaar van Wittem, graaf van Zeebrugge (-1558) trouwde met Gilette van Halewijn, vrouwe van Boezinge, de dochter van Jacob van Halewijn, heer van Boezinge (-1514) en Anna van Ongnies. Uit zijn huwelijk werd geboren:
- Johan IV Corsselaar van Wittem, graaf van Zeebrugge (-1588) (VIII.1.)
- Anna Corsselaar van Wittem (1550-) (VIII.2.)

- Familiewapen
van Halewijn

Familiewapen van Halewijn

VII.2. Anthonie Corsselaar van Wittem, heer van Eerken en IJse / Neerijse  (1530-1590)  trouwde met Johanna Jossine van Noyelles (1540-1590). Zij was de dochter van Adriaan van Noyelles, graaf van Nielles, heer van Maretz, Croix, Boncourt en Thers en gouverneur van Atrecht (1510-1578) en Frances van Rijsel (1515-1589). Uit zijn huwelijk werd geboren: 
- Honorine Corsselaar van Wittem (1580-1643), vrouwe van Eerken en IJse / Neerijse (1582-1643) (VIII.3.)

VII.3. Johanna II Corsselaar van Wittem (1530-) trouwde 1550 met Philips van Récourt, baron van Licques, burggraaf van Lens en gouverneur van Kamerijk (1525-1588)

### Achtste generatie
VIII.1. Johan IV Corsselaar van Wittem, graaf van Zeebrugge (-1588) trouwde in 1578 met Maria Margaretha van Merode-Westerlo, markgravin van Bergen op Zoom (1560-1588). Zij was de dochter van Johan IX van Merode, graaf van Oelen, heer van Westerlo, het Heilige Roomse Rijk, Petershem, Diepenbeek, Perwijs, Herlaar, Duffel, Leefdaal, IJsselmonde en Ridderkerk (1530-1602) en Mencia van Glymes, vrouwe van Walhain en Eigenbrakel (1540-1561). Uit zijn huwelijk werd geboren: 
- Margaretha Corsselaar van Wittem, markgravin van Bergen op Zoom (1580-1627) (IX.1.)
- Maria Mencia Corsselaar van Wittem, markgravin van Bergen op Zoom en gravin van Walhain (1581-1613) (IX.2.)
- Ernestine Corsselaar van Wittem, gravin van Walhain (1590-1649) (IX.3.)

VIII.2. Anna Corsselaar van Wittem (1550-) trouwde in 1570 met Jacob van Ongnies, heer van Estrées (1545-) de zoon van Claude van Ongnies, heer van Estrées (1515-) en Jacqueline Malet de Coupigny (1525-)
VIII.3. Honorine Corsselaar van Wittem (1580 - 15 januari 1643), vrouwe van Eerken en IJse / Neerijse, (1582-1643) trouwde met Gerard van Horne, heer van Horne, graaf van Baucignies en baron van Boxtel. Gerard verkreeg door huwelijk de heerlijkheid en het kasteel van IJse. Hij was de zoon van Johan II van Horne, heer van Horne, Lokeren, Boxtel en Kessel en graaf van Baucignies (1527-1606) en Maria van St. Aldegonde (1530-1564).

### Negende generatie
IX.1. Margaretha Corsselaar van Witthem, markgravin van Bergen op Zoom (1580-1627) trouwde in 1612 met Hendrik van den Bergh, graaf van den Berg-'s Heerenberg, heer van Stevensweerd en stadhouder van Gelre (1573-1638). Hij was de zoon van Willem IV van den Bergh, graaf van den Berg-'s Heerenberg en heer van Boxmeer, Sambeek, Haps en Meer (1537-1586) en Maria van Nassau-Dillenburg (1539-1599). Maria was de dochter van Willem de Rijke van Nassau Dillenburg, graaf van Nassau-Dillenburg, Vianden, Dietz en Siegen (1487-1559) en Juliana van Stolberg-Wernigerode (1506-1580). Uit dit huwelijk werden twee kinderen geboren:
- Maria Elisabeth II van den Bergh (1613-1671), markiezin van Bergen op Zoom
- Herman Oswald van den Bergh (1614-1622)

IX.2. Maria Mencia Corsselaar van Wittem, markiezin van Bergen op Zoom en gravin van Walhain (1581-1613) trouwde in 1599 met Herman van den Bergh, graaf van Berg-'s Heerenberg (1558-1611). Hij was de zoon van Willem IV van den Bergh, graaf van Berg-'s Heerenberg en heer van Boxmeer, Sambeek, Haps en Meer (1537-1586) en Maria van Nassau-Dillenburg (Dillenburg, 18 maart 1539 - Kasteel Ulft, 28 mei 1599), gravin van Nassau, Katzenelnbogen, Vianden en Dietz. Zij was de tweede dochter uit het huwelijk van Willem de Rijke en Juliana van Stolberg. Maria was een zuster van Willem van Oranje.
IX.3. Ernestine Corsselaar van Wittem, gravin van Walhain (1590-1649), trouwde in 1612 met Claude Frans van Cusange, baron van Belvoir en St. Julien (1590-1633). Hij was de zoon van Eudalin Simon van Cusange, graaf van Champlitte en baron van Belvoir (1550-1600) en Beatrix van Vergy (1560-).